# Más que palabras
Más que palabras és un magazín radiofònic matinal de Radio Euskadi presentat per Javier Vizcaíno emès des de la tardor de 1999. L'espai tracta de diversos temes relacionats amb l'actualitat del País Basc, la política, les novetats culturals, la salut, etc. El programa s'emet dissabtes i diumenges de 9 del matí a 2 del migdia.

## Cocidito Madrileño
Una de les seccions més conegudes del programa és el Cocidito Madrileño, un espai d'uns deu minuts on Vizcaíno presenta en clau humorística diversos talls radiofònics de tertúlies de caràcter dretà i espanyolista d'emissores madrilenyes com la COPE, Onda Cero o Radio Intereconomía. Principalment se seleccionen fragments on els tertulians ataquen la classe política basca (sobretot la nacionalista), les institucions autonòmiques (la mateixa EITB, l'Ertzaintza, etc.) o la cultura pròpia del país.
Vizcaíno mai no anomena els tertulians i periodistes pel seu propi nom i es val d'una extensa llista de malnoms. Així, per exemple, Federico Jiménez Losantos és conegut com el muetzí de la matinal de la cadena del bisbes.
El programa, segons paraules del mateix conductor, té també oïdors a Catalunya i de tant en tant s'emeten talls de tertúlies on s'ataca els polítics i les institucions catalanes.
Alguns cops els tertulians esmentats han fet referència al programa, acusant-lo de manipular i tergiversar les seves paraules i, fins i tot, de servir per assenyalar els objectius a ETA.
Javier Vizcaíno ha escrit un llibre i s'ha versionat una obra teatral basada en el Cocidito.
L'any 2007, el Cocidito rebé el Premi Ondas a la Innovació Radiofònica.